# 路環觀音古廟

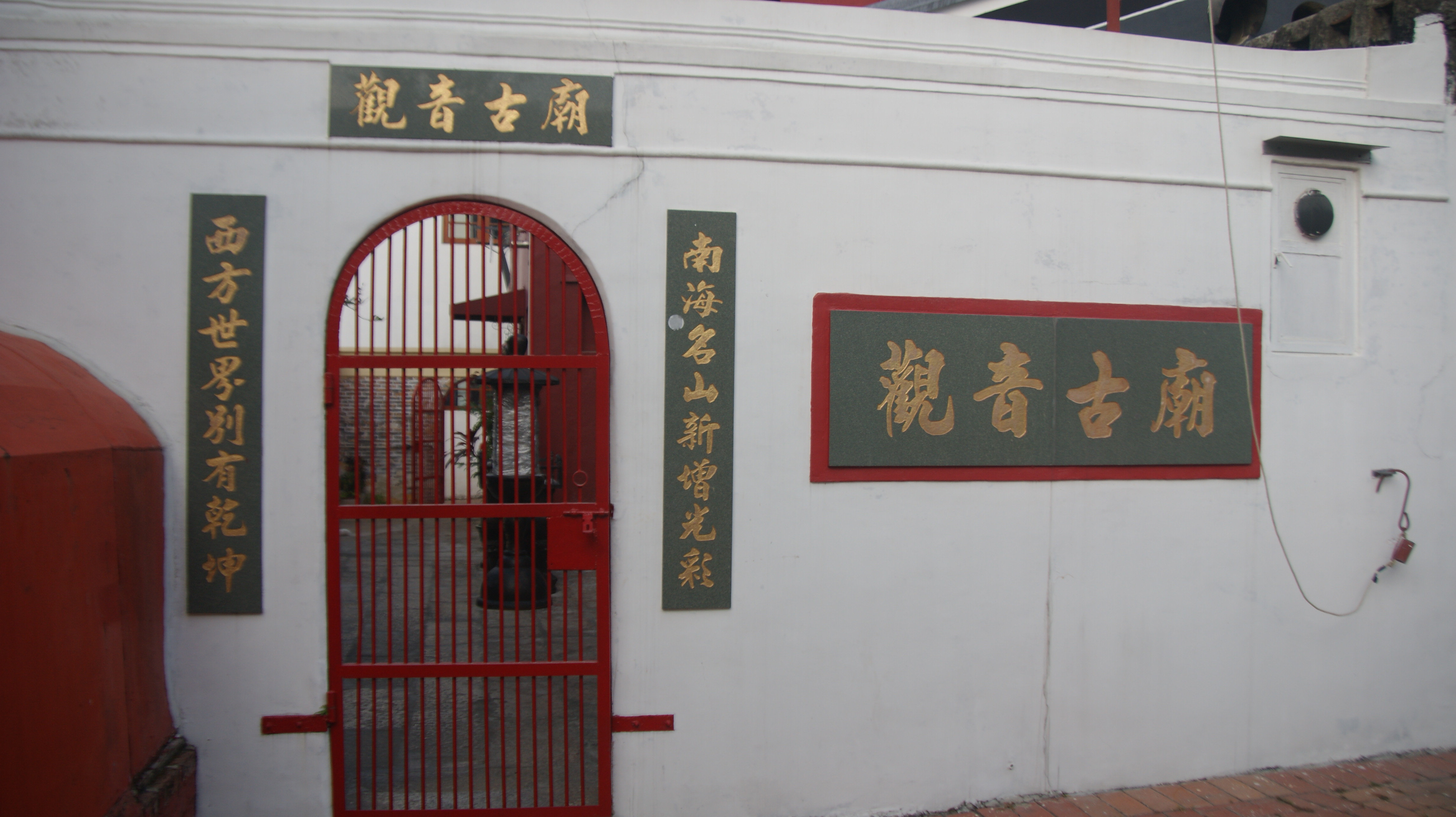
路環觀音古廟

路環觀音古廟（葡萄牙語：Templo antigo de Kun Iam em Coloane）位於路環中街大廟巷，約建於清嘉慶五年（1800年）。
，與譚公廟、天后古廟和三聖宮為路環四廟，歷史僅次於天后古廟。

## 歷史
觀音古廟存有碑記一幀，係道光十九年（1839年）立。此碑記載廟宇係嘉慶五年（1800年）時由“艇戶船戶”集資建成。建成之時，此廟當在岸邊，經過多年來的填海造地，此廟今已處市中心區，與住宅區相連。

## 建築
觀音古廟主要文物包括神像、彩門、楹聯、牌匾等。廟門木對聯是“法雨遍路環天花散彩，慈雲覆南極貝葉成文”，為同治八年（1869年）歲次冬吉旦所立。該廟供奉神像有觀音菩薩、土地公公等。較特別的是澳門廟宇彩門每每殘破或已毀，惟該廟兩件彩門，完好如新，一懸於山門門額上方，為光緒二十八年（1902年）作品，係吉祥動物圖案為主；另一懸於廟內，為宣統元年（1909年）作品，由“英悅堂”送，此堂亦有另一彩門送譚公廟，同為戲曲題材作品。